# 4-та парашутна дивізія (Третій Рейх)
4-та парашу́тна диві́зія (нім. 4. Fallschirmjäger-Division) — парашутна дивізія, елітне з'єднання у складі повітряно-десантних військ Німеччини часів Другої світової війни.

## Історія
Дивізія була сформована в листопаді 1943 у районі Венеції (Італія), відповідно до наказу від 5 листопада 1943, з підрозділів німецької 2-ї парашутної дивізії та добровольців зі складу італійських повітряно-десантних військ: 184-ї парашутної дивізії «Нембо» та 185-ї парашутної дивізії «Фольгоре».
По закінченню формування дивізія в січні 1944 у складі 1-го парашутного корпусу негайно вступила в бій в районі висадки військ союзників у Анціо (Операція «Шінгл»).
Після боїв у районі Анціо, дивізія брала участь у бойових діях у Римі, й останньою залишила столицю Італії 4 червня 1944 року. По завершенню дивізія відійшла в напрямку Вітербо-Сієна—Флоренція, де вступила в бій з англо-американськими військами та спромоглася утримати важливий перехід через Апеннінські гори — перевал Фута (італ. Passo della Futa).
Взимку 1944/1945 року дивізія утримувала важливі позиції поздовж Готичної лінії. У березні 1945 декілька формувань дивізії (2-й батальйон 12-го парашутного полку та 2-га рота 4-го інженерного батальйону дивізії) були відправлені до Австрії на створення 10-ї парашутної дивізії.
Дивізія отримала славу стійкого з'єднання у ході боїв в Італії, проте наприкінці війни у ході операції в Північній Італії здалася союзникам в районі Віченца-Больцано.

## Райони бойових дій
- Італія (листопад 1943 — травень 1945).

## Склад дивізії
| Бойовий склад 4-ї пдд | |
| Постійні              | |
| 1943                  | - штаб дивізії (Stab, Rest-Kommando, Flugbereitschaft, Kradmeldezug); - 10-й парашутний полк (Fallschirm-Jäger-Regiment 10) - 11-й парашутний полк (Fallschirm-Jäger-Regiment 11) - 12-й парашутний полк (Fallschirm-Jäger-Regiment 12) - 4-й артилерійський полк (Fallschirm-Artillerie-Regiment 4) - 4-й протитанковий батальйон (Fallschirm-Panzer-Jäger-Abteilung 4) - 4-й мінометний дивізіон (Fallschirm-Granatwerfer-Bataillon 4) - 4-й зенітний батальйон (Fallschirm-Flak-Abteilung 4) - 4-й інженерний батальйон (Fallschirm-Pionier-Bataillon 4) - 4-й батальйон зв'язку (Fallschirm-Luftnachrichten-Abteilung 4) - 4-й запасний батальйон (Fallschirm-Feldersatz-Bataillon 4) - 4-й санітарний батальйон (Fallschirm-Sanitäts-Abteilung 4) |

## Командири дивізії
- полковник (з липня 1944 — генерал-майор, з квітня 1945 — генерал-лейтенант) Генріх Треттнер (нім. Heinrich Trettner) (листопад 1943 — травень 1945).